# Copper House (жилой комплекс)

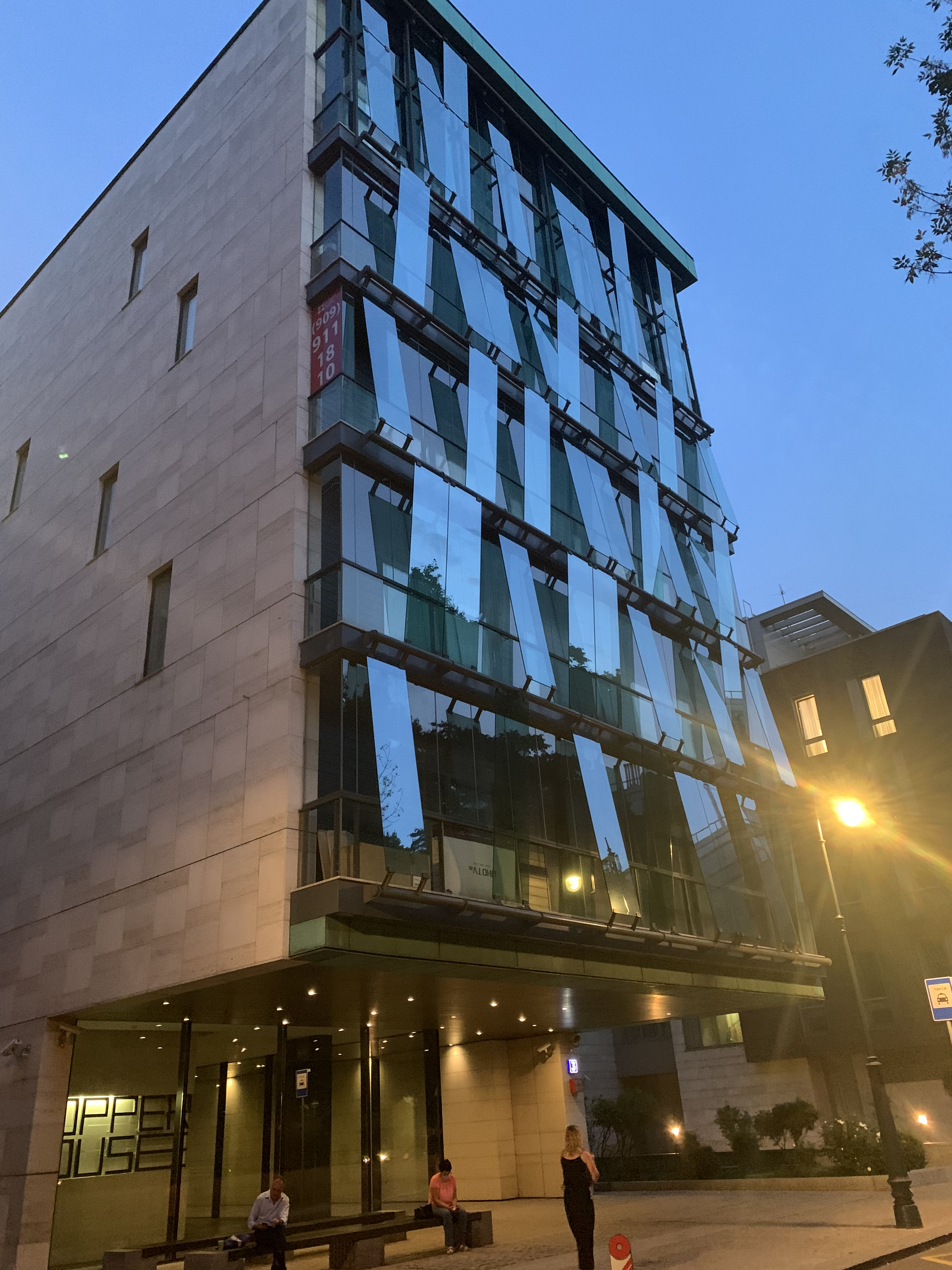
Copper House (2020)

Copper House (рус. Ко́ппер Ха́ус ) — жилой комплекс, расположенный в Москве, в Бутиковском пер., 3. Главный архитектор — С. Скуратов .

## Описание комплекса
Шестиэтажный  жилой комплекс на 20 квартир . Три корпуса  соединены между собой стеклянными галереями-рекреациями (по первому этажу)  и общим подземным гаражом на 42 машиноместа . Площадь участка под жилой комплекс — 0, 42 га , пятно застройки — 1075 м² . Тип зданий — монолитно-кирпичный .

## Цены на жильё
По состоянию на март 2011 г. средняя цена за метр в жилом комплексе «Copper House» составила $30 200 . Средняя площадь квартиры в Коппер Хаусе — 300 ,5 м² . В 2011 г. стоимость комплекса из трёх корпусов составляла $181 502 000 .

## История
Здание сооружено в период с 2003 г. по 2004 г.  Проект Copper House получил три награды (лауреат Московского смотра на лучшее произведение архитектуры 2002 — 2003 гг. в номинации «Проект» (2003 г.) ; лауреат премии «Золотое сечение» в номинации «Проект здания» (2003 г.) ; золотой диплом и приз прессы на Зодчестве 2004 года (2004 г.)); комплекс принят в коллекцию лучших зданий 2003 — 2004 гг. в Государственный Музей архитектуры им. А. В. Щусева. В 2004 г. проект здания экспонировался в музее архитектуры .